# プレースマット
プレースマット (placemat) は、食事の際に食材をのせた皿、ナイフ、フォーク、スプーン等を置くための布。日本ではランチョンマット (luncheon mat) とも呼ぶ（ランチョンマットは和製英語）。
テーブルクロスがテーブル全体を覆うものであるのに対して、プレースマットはテーブル全体を覆うわけではなく食事をとる各人にそれぞれ個別に敷いて用いる。
布製のもののほか、木製やプラスチック製のものもある。